# Phecda
Phecda (Gamma Ursae Majoris, γ UMa) – gwiazda w konstelacji Wielkiej Niedźwiedzicy. Wchodzi w skład asteryzmu Wielkiego Wozu. Jest oddalona o około 111 lat świetlnych od Słońca.

## Nazwa
Tradycyjna nazwa gwiazdy, Phecda, pochodzi od arabskiego wyrażenia ‏فخذ الدب‎ fakhð ad-dubb, oznaczającego „udo niedźwiedzia”. Chińczycy nazywali tę gwiazdę chiń. 天璣; pinyin Tiānjī, co oznacza „niebiańską świecącą perłę”. Międzynarodowa Unia Astronomiczna w 2016 roku formalnie zatwierdziła użycie nazwy Phecda dla określenia najjaśniejszego składnika tego systemu gwiezdnego.

## Charakterystyka obserwacyjna
Jest to szósta co do jasności gwiazda konstelacji, tworząca „przednie koło” Wielkiego Wozu, bądź „udo” Wielkiej Niedźwiedzicy.
Podobnie jak cztery inne jasne gwiazdy Wielkiego Wozu, Phecda należy do luźnej gromady otwartej, znanej jako Gromada Wielkiej Niedźwiedzicy (Collinder 285).

## Charakterystyka
Jest to gwiazda podwójna. Składniki układu są oddalone od siebie średnio o 11,7 au i krążą wokół wspólnego środka masy po wydłużonych orbitach o mimośrodzie 0,30. Główny składnik to biała gwiazda typu widmowego A, otoczona chmurą lub dyskiem rotującego gazu. Jest gorętsza, 65 razy jaśniejszą oraz około trzykrotnie masywniejszą i większą od Słońca. Towarzysz jest pomarańczowym karłem typu widmowego K2 o masie równej 0,79 masy Słońca. Jego temperatura to około 4780 K, a jasność – 0,397 jasności Słońca.